# Années 1670 av. J.-C.
Les années 1670 av. J.-C. couvrent les années de 1679 av. J.-C. à 1670 av. J.-C.

## Évènements
- Vers 1675 av. J.-C. : en Égypte, les rois de Thèbes interviennent en Nubie et repoussent les Couchites. La ville de Kerma est incendiée et les Couchites choisissent Amara comme capitale, au nord de l’île de Saï[1].
- 1673-1662 av. J.-C.[2] : règne de Sharma-Adad Ier, roi d’Assyrie[3].